# Provincia de Elazığ
Elazığ es una de las 81 provincias en que está dividida Turquía, administrada por un gobernador designado por el Gobierno central. La provincia de Elazığ es una provincia de Turquía que se asienta en el territorio que rodea la ciudad de Elazığ. En esta provincia se halla las fuentes del río Éufrates. La capital es la ciudad homónima. En el año 2000 contaba con una población de 569 616 habitantes (densidad de población de 62,04 hab./km²;).

## Distritos
Los distritos (ilçeler) en los que se divide la provincia son los siguientes:
| - Elazığ ciudad - Ağın - Alacakaya - Arıcak | - Baskil - Karakoçan - Keban - Kovancılar | - Maden - Palu - Sivrice |

## Accidentes naturales
El 8 de marzo de 2010 se produce un seísmo de 5,9 en la escala Richter, que provoca 57 muertos.